# Sky Tower (Wrocław)

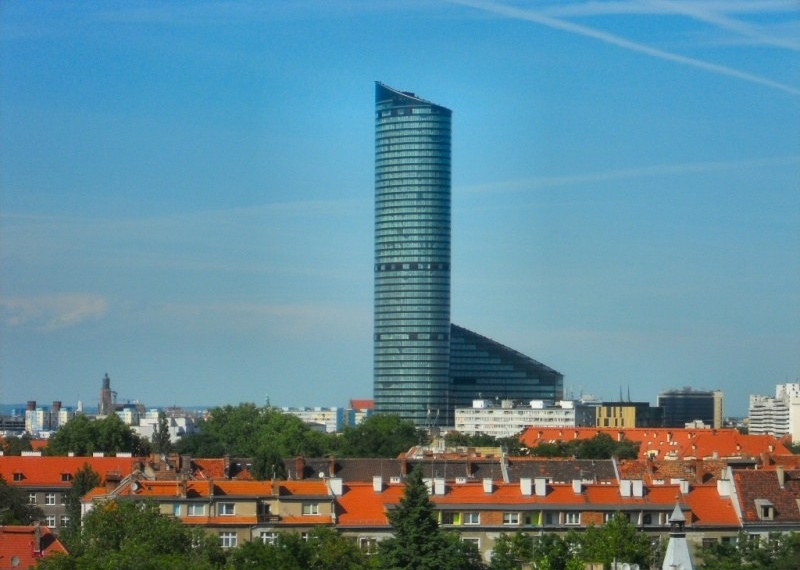
Widok na Sky Tower – 18 lipca 2012

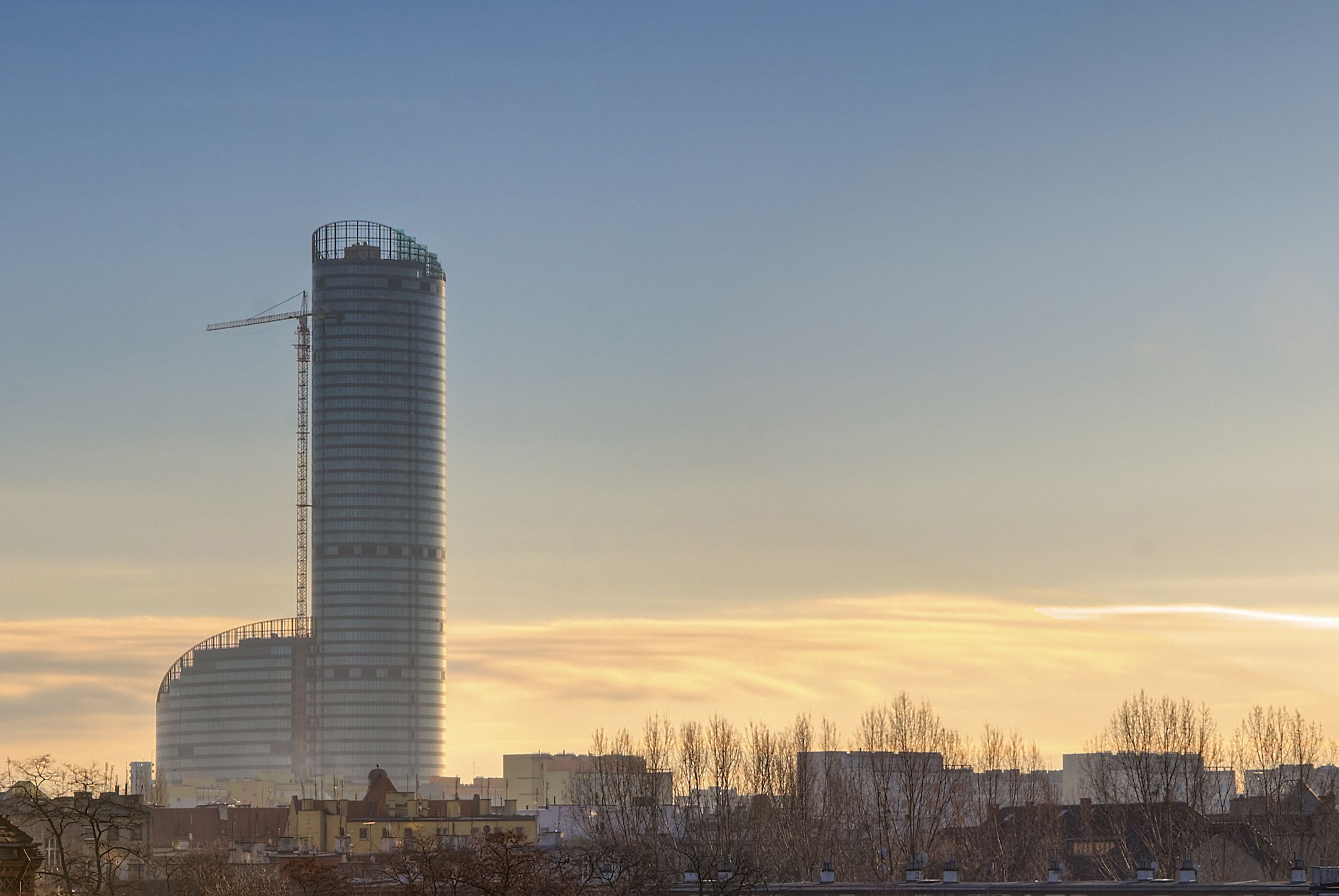
Sky Tower w styczniu 2012 r.

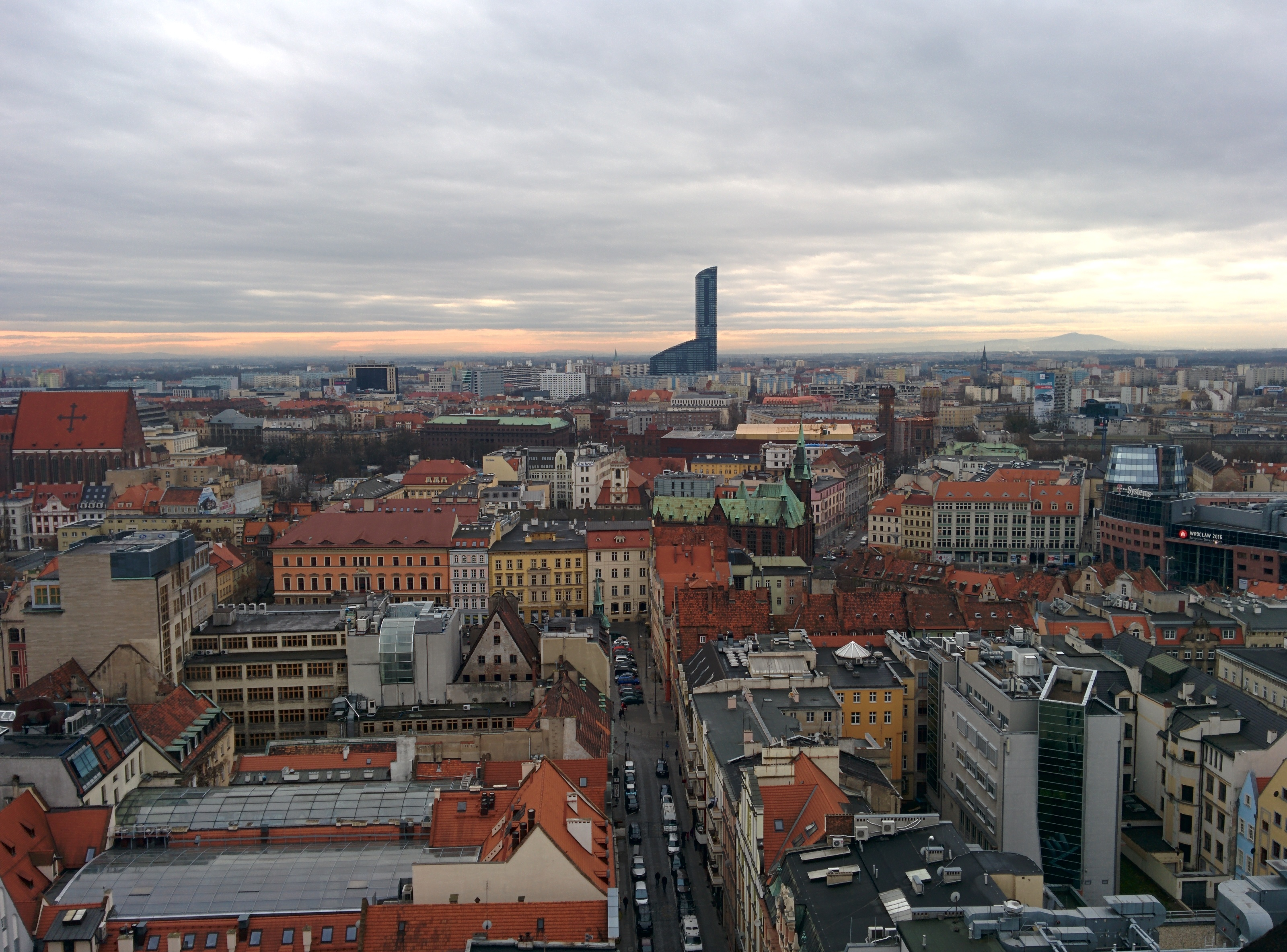
Widok z wieży widokowej Bazyliki św. Elżbiety Węgierskiej we Wrocławiu w kierunku Sky Tower, grudzień 2014

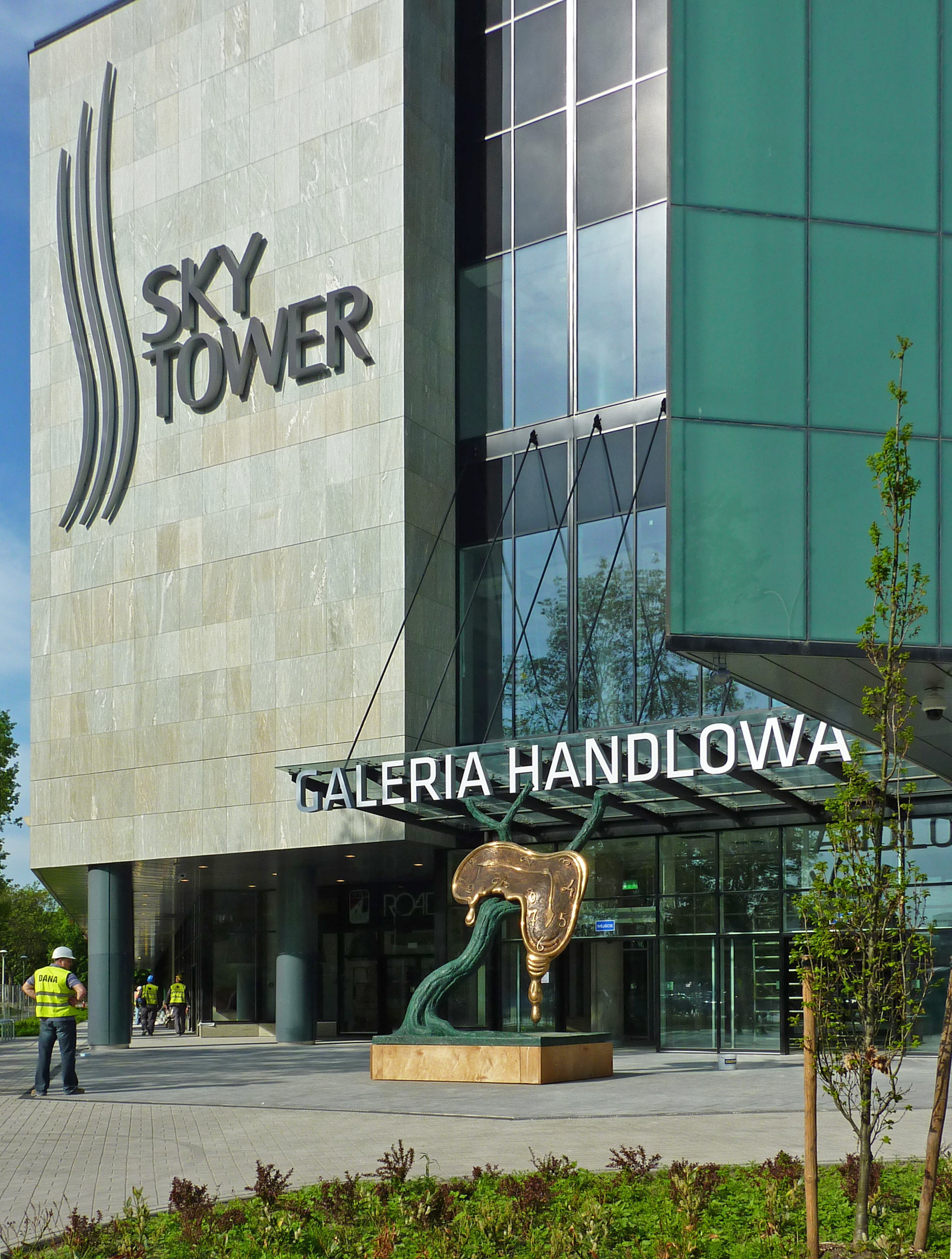
Rzeźba „Profil czasu” Salvadora Dalí przed wejściem do galerii handlowej

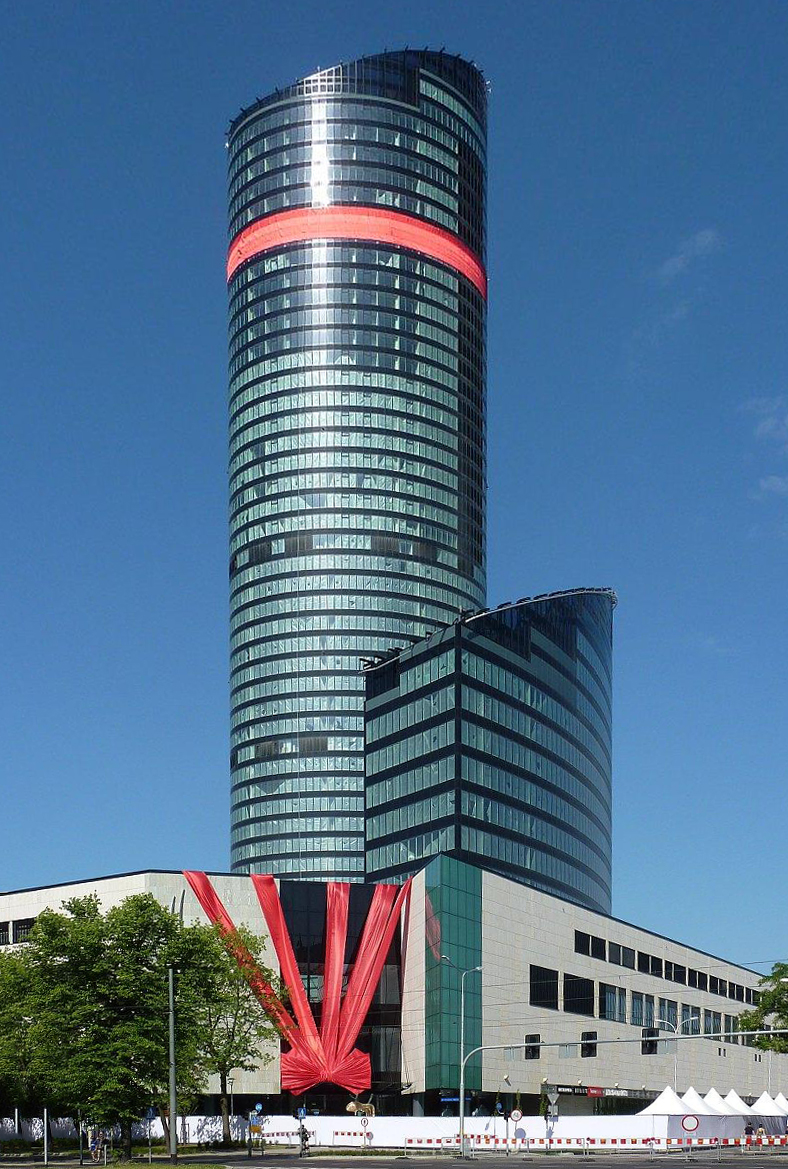
Sky Tower dzień przed otwarciem

Sky Tower – neomodernistyczny wieżowiec we Wrocławiu, stanowiący wraz z dwoma sąsiadującymi budynkami kompleks mieszkalny, biurowy, handlowo-usługowy i rekreacyjny. Znajduje się na osiedlu Południe, w miejscu rozebranego Poltegoru (między ul. Powstańców Śląskich, Wielką, Gwiaździstą, Szczęśliwą). 

## Konstrukcja
Kompleks składa się z 3 budynków:
- budynek B1 – czterokondygnacyjny (–1, 0, 1, 2) podest, w którym znajdują się m.in. galeria handlowa, kręgielnia.
- budynek B2 – 51-kondygnacyjna wieża, w której na piętrach od 28. do 48. znajdują się 184 apartamenty, a niższe poziomy stanowią przestrzeń biurową. Na dachu wieży znajduje się klatka meteorologiczna oraz taras widokowy. Na przedostatnim, czyli 49. piętrze znajduje się oszklony punkt widokowy, od 3 stycznia 2014 roku publicznie dostępny[1].
- budynek B3 – 19-piętrowy, kaskadowy „żagiel”, w którym znajdują się 52 apartamenty na poziomach od 11. do 18., a także biura

Pierwotnie planowano, że najwyższa jego wieża będzie miała 258 m wysokości (z iglicą – dach na wysokości 221 m). Pod koniec kwietnia 2010 roku wydano ponownie pozwolenie na budowę. Budowę konstrukcji żelbetowej zakończono we wrześniu 2011, a jej ostateczna wysokość wyniosła 205,82 m. Całkowita wysokość budynku wynosi 212 m.
Pierwszy projekt budowlany opracowała wrocławska pracownia Walas sp. z o.o. Autorem koncepcji, na podstawie której zespół architektów opracował projekt budowlany, był Łukasz Magdziarz. Zrealizowana została jednak koncepcja Dariusza Dziubińskiego, która bazuje na konstrukcji projektu pierwotnego. Zredukowana została liczba budynków z 6 do 3, zmieniona forma i elewacje.

## Kalendarium
Pierwotnie planowany termin oddania do użytku: I kwartał 2011 roku. 10 sierpnia 2007 inwestor uzyskał pozwolenie na budowę obiektu. 6 grudnia 2007 roku rozpoczęto prace ziemne przy fundamentach wieżowca; 4 kwietnia 2008 roku wmurowano kamień węgielny pod budowę.
3 listopada 2008 deweloper budynku, LC Corp, sprzedał projekt swojemu głównemu udziałowcowi Leszkowi Czarneckiemu, który wstrzymał budowę na sześć miesięcy ze względu na niepewne warunki rynkowe inwestycji. W połowie grudnia 2008 ogłoszono, że kompleks zostanie przeprojektowany i obniżony, co spowoduje między innymi, że nie zostanie on budynkiem o rekordowej wysokości. W czerwcu 2009 roku po półrocznej przerwie nastąpiło wznowienie budowy i do końca października budynek był budowany według starego projektu, gdyż inwestor nie podjął jeszcze ostatecznej decyzji co do wysokości wieżowca. Leszek Czarnecki, który jest właścicielem Sky Tower oznajmił pod koniec października 2009, że według nowego projektu wieżowiec będzie mierzył 207 metrów do dachu, a wraz z anteną 238 metrów, dzięki czemu po wybudowaniu będzie najwyższym budynkiem w Polsce, przewyższając obecnego lidera – Pałac Kultury i Nauki w Warszawie o metr. W październiku 2009 okazało się, że światowy kryzys przełomu lat 2008/2009 i wynikający zeń spadek koniunktury nie był jedyną bezpośrednią przyczyną zahamowania prac przy budowie Sky Tower; drugim powodem były nieporozumienia pomiędzy inwestorem i projektantami na tle opóźnień w przekazywaniu dokumentacji projektowej, do jakich miało dochodzić po rozpoczęciu realizacji przedsięwzięcia i idące w ślad za tymi nieporozumieniami zerwania niektórych umów i roszczenia finansowe.
Pod koniec sierpnia 2011 budynek osiągnął planowaną wysokość do dachu. Oddanie całego budynku nastąpiło w marcu 2013.
- 24 kwietnia 2012 – instalacja ważącej 1,3 tony rzeźby „Profil czasu” Salvadora Dalego przed głównym wejściem[11]
- 24 maja 2012 – otwarcie galerii handlowej[12]
- 15 marca 2022 – sprzedaż spółce należącej do «Adventum Group» za kwotę 84,27 mln EUR wszystkich udziałów posiadanych przez «Develia Group»[13]

Wg informacji z 2022 punkt widokowy Sky Tower odwiedzało ok. 300 tysięcy osób rocznie.

## Dane techniczne
- W pierwszej wersji projektu Sky Tower miał składać się z pięciu wieżowców, przy czym najwyższy z nich miał być rekordowym obiektem w Polsce o wysokości 258 m. Obecnie kompleks to:
  - Wieżowiec nr 1 (wieża) – około 215 m z anteną zamontowaną w sierpniu 2015; 212 m bez anteny; dach na wysokości 205,82 m
  - Wieżowiec nr 2 (żagiel) – 92–54 m
  - Podest (galeria handlowa) – 19 m
- Liczba apartamentów we wszystkich budynkach wynosi 236
- Na 48 piętrze znajduje się apartament o powierzchni 227 m², który jest trzecim najwyżej położonym apartamentem w Europie. Jego cena to 11,3 mln zł
- Z placu budowy przed rozpoczęciem prac wywieziono 200 tys. metrów sześciennych ziemi (27 250 ciężarówek)
- Pod budowę wykonano 150 pali o długości 18 m i średnicy 1,5 metra
- W trakcie prac fundamentowych pod Sky Tower ułożono 200 tys. metrów sześciennych mieszanki betonowej
- Płyta fundamentowa w niektórych miejscach ma grubość 7 metrów
- Do budowy kompleksu zużytych zostało łącznie 30 tys. ton stali zbrojeniowej.
- Na przeszklenie fasad zużytych zostało 70 tys. metrów kwadratowych szkła
- Na budowie pracowało do około 1000 osób
- Na budowie pracowało 8 żurawi, w tym jeden o wysokości 220 metrów

Rozwiązania komunikacyjne w Sky Tower to ponad 38 dźwigów, 8 ruchomych schodów, a także dwa chodniki ruchome. Dźwigi zastosowane w SkyTower to rozwiązania firmy Schindler:
- 12 dźwigów S7050
- 6 dźwigów w grupie ze sterowaniem Miconic 10 i Schindler ID
- 4 dźwigi w grupie ze sterowaniem Miconic 10 i Schindler ID
- 7 dźwigów S5400 (w tym dwa pożarowe)

Wszystkimi urządzeniami zarządza system Lobby Vision. Schody ruchome w Sky Tower to instalowane w centrach handlowych Schindler 9300 AE, przeszklone mlecznymi szybami o zdolności transportowej 9000 osób/h i prędkości 0,5 m/s. Cały budynek należeć ma do kategorii A+.

## Kontrowersje
Problemem jest stosunkowo duża strefa oddziaływania budynku. Wizualizacja przedstawiona na jednej ze stron internetowych miłośników Wrocławia pozwala wnioskować, że cień rzucany przez wieżę w dniu równonocy, w godzinach 7–17 (czyli w czasie, gdy zgodnie z polskim prawem w pomieszczeniach mieszkalnych w zabudowie śródmiejskiej należy zapewnić niezakłócony dopływ światła słonecznego przez co najmniej 90 minut) może naruszać przepisy, a „niespełnienie tych wymogów może wiązać się z olbrzymimi odszkodowaniami dla mieszkańców”. Precedensową sprawę dotyczącą braku nasłonecznienia opisał w 2006 roku portal GazetaDom.pl.
Początkowo proponowany wygląd budynku poddawany był krytyce, co zaowocowało całkowitą zmianą koncepcji architektonicznej wieżowca we wrześniu 2007 roku z inicjatywy głównego akcjonariusza LC Corp, Leszka Czarneckiego. Decyzję taką podjęto, mimo że gotowy był już projekt budowlany dla pierwszej wersji.